# Telmatoscopus ejundicus
Telmatoscopus ejundicus és una espècie d'insecte dípter pertanyent a la família dels psicòdids.

## Descripció
- Mascle: cos de color marró; front més gruixut que el clipi i sense franja mitjana; el segment núm. 4 dels palps és més esvelt i pàl·lid que els altres; l'escap fa dues vegades la longitud del pedicel; tòrax sense patagi; ales de 2 mm de llargària i 0,9 d'amplada, amples, amb alguns pèls espatulats a la meitat basal i la membrana lleugerament tenyida de marró (més fosca a la cel·la costal); genitals amb apèndixs excepcionalment allargats; edeagus amb dues ramificacions que s'uneixen subapicalment a l'eix principal i acaben en una ampliació fosca i bulbosa amb espines, les quals es projecten dorsalment.
- Femella: similar al mascle, però sense pèls espatulats a les ales; la cara interna de la placa subgenital presenta les vores força ondulades; ales de 2,4 mm de llargada i 1,1 d'amplada.[3]

## Distribució geogràfica
Es troba a Àsia: Borneo.